# 普洛柯哈倫
普洛柯哈倫（Procol Harum）是英國前衛搖滾團體，成立於1960年代晚期。以1967年他們的冠軍單曲單曲蒼白的淺影（A Whiter Shade Of Pale）最廣為人知，其後成為了日本品牌JVC建伍的廣告歌曲。他們的音樂生涯中始終有一群忠實的支持者。

## 歷史

### 起源，至高無上，早期和形成（1964–67年）
派拉蒙公司（Paramounts）由加里·布魯克（Gary Brooker）和羅賓·特勞（Robin Trower）領導，包括克里斯·科普平（Chris Copping）和BJ威爾遜（BJ Wilson）在內，位於埃塞克斯郡濱海紹森德（Southmount-on-Sea），在1964年，他們的傑里·利伯（Jerry Leiber）和邁克·斯托勒（Mike Stoller）的“毒藤”版本獲得了英國的成功在英國單打榜中排名第35。該小組未能取得任何成功的後續行動，於1966年解散。
派拉蒙影業已與EMI UK簽約發售。直到Procol Harum與EMI UK再次聯繫的前一天，他們被稱為The Pinewoods。克里斯·布萊克威爾（Chris Blackwell）剛剛成立的島嶼唱片公司（Island Records）的最後一刻報價被布魯克和樂隊拒絕。
1967年4月，布魯克開始擔任歌手兼歌手，並與非派拉蒙特·基思·里德（詩人），哈蒙德的風琴演奏家馬修·費舍爾，吉他手雷·羅耶和貝斯手大衛·奈特斯組成了普羅科·哈魯姆。他們的原始經理蓋伊·史蒂文斯（Guy Stevens）以該樂隊的貓名命名，該貓是由Eleonore Vogt-Chapman繁殖並屬於Liz Coombes的。這隻貓的“貓花哨”名稱是Procul Harun，Procul是育種者的前綴。
在沒有確切來源的情況下，樂隊的名稱引起了各種解釋，被認為是“不正確的”拉丁語，意為“超越這些東西”。正確的拉丁語是proculhīs。樂隊的名字經常被拼錯。通常帶有“ Procul”，“ Harem”，兩者或其他變體。

### 《蒼白的白影》，商業成功並發行首張專輯（1967）
1967年末，樂隊在倫敦西南部的奧林匹克工作室，與會議鼓手（和非派拉蒙樂隊）比爾·艾登，製片人丹尼·科爾德爾和錄音師基思·格蘭特一起，樂隊錄製了《蒼白的白色陰影》，並於1967年5月12日發行。結構讓人聯想起巴洛克音樂，這是由JS Bach的D大調第三樂團N大調（由Fisher的Hammond管風琴演奏），Brooker的人聲和Reid的歌詞構成的反旋律，該單曲在UK Singles Chart和Canada RPM Magazine圖表上均排名第一。它在美國的表現也差不多，在1967年7月29日達到第5名。在澳大利亞，連續數週排名第一，在墨爾本創下了連續8週的記錄。
在《蒼白的白影》一炮走紅之後，樂隊開始了巡迴演出，鞏固了錄音室的成功，新的正式鼓手Bobby Harrison加入了樂隊。它的現場首演是在1967年為Jimi Hendrix開張的。樂隊的後續單曲“ Homburg”，前鼓手Paramounts BJ Wilson和鼓手Robin Trower的陣容發生了變化（分別取代了退出的Harrison和Royer，後者退出了組成Freedom樂隊），在英國排名第6，在加拿大排名第15，在美國排名第34。
樂隊同名的首張錄音室專輯錄製於兩首熱門單曲之間，並於9月初在美國發行，但一直推遲到1967年12月在英國發行。在美國和英國，單身人士的排行榜表現不佳，儘管很少同時出現。

### 其後推出的專輯和解散前的專輯（1968–77）
樂隊的後續專輯Shine On Brightly於次年發行，並在漸進式搖滾風格上有更大的偏移。他們的第三張專輯《咸狗》（1969年）在歌迷中非常受歡迎，他們的第一張專輯在英國也很暢銷。尤其是專輯的主打曲目在美國FM廣播中獲得了很大的收益，該專輯現在被認為是搖滾經典，吸引了披頭士樂隊，穆迪布魯斯樂隊和粉紅弗洛伊德樂隊的歌迷。但是，一位著名的美國作家預覽了唱片，該故事的印刷版為“鹹鴨”。
該小組隨後將進行許多人員變更，首先是費舍爾（Fisher），他製作了《咸狗》，並在樂隊發行後不久離開了樂隊。前三張專輯的陣容是Brooker（鋼琴和主唱），Trower（吉他和主唱），Fisher（器官和主唱），Knights（低音），Wilson（鼓）和Reid（作詞家）。前派拉蒙·克里斯·科平（Chris Copping）於1970年加入管風琴和貝斯。該小組出現在1970年的懷特島音樂節上。到1971年，風格上的差異變得太大了，在發行了第五張專輯《破碎的壁壘》之後，特洛爾離開樂隊成立了自己的三重奏樂隊，由戴夫·鮑爾（Dave Ball）取代。從1972年末到1977年，樂隊的吉他手是Mick Grabham。 1968年，發行了一張私生活現場專輯In Concert 1968，但僅在德國發行-該唱片公司由Ariola發行，同時還包括Taste等樂隊。
來自Broken Barricades的Procol Harum是最早與一支完整樂團合作錄製的搖滾樂隊之一。普羅科·哈魯姆（Procol Harum）在接下來的幾年中以交響搖滾樂（通常由交響樂團支持）的交響搖滾音樂重新回到唱片榜上。在這方面，它是最早取得成功的團體之一。 Procol Harum Live：與埃德蒙頓交響樂團合奏的音樂會是1972年在美國排名第五的金唱片，並獲得了第一名。

## 成員列表
現任成員
加里·布魯克
Geoff Whitehorn
Matt Pegg
Josh Phillips
Geoff Dunn
過往成員
Keith Reid
Dave Knights
Matthew Fisher
Ray Royer
Bobby Harrison
B.J. Wilson
羅賓·特勞
Chris Copping
戴夫·鮑爾
Alan Cartwright
Mick Grabham
Pete Solley
Dee Murray
Mark Brzezicki
Dave Bronze
Jerry Stevenson
Don Snow
Tim Renwick
Laurence Cottle
Ian Wallace
Graham Broad
Henry Spinetti
Dave Colquhoun